# Langiophytopsida
Langiophytophyta
Division
Classe
Les Langiophytopsida, uniques représentants de la division des Langiophytophyta, sont une classe éteinte de plantes du groupe des Bryophytes.

## Taxinomie
La classe et la division ont été nommées en 2001 par le botaniste russe Alexander Borissowitsch Doweld (d). Leur nom est formé sur le genre type Langiophyton W. Remy & Hass, 1991 suivi des terminaisons latines indiquant le rang de classe (-opsida) et de division (-phyta).
Langiophytopsida a pour synonymes, :
- Horneophytidae Němejc, 1963
- Horneophytopsida S.V.Meyen, 1978

## Liste des ordres
Cette classe regroupe les deux ordres suivants,,, :
- † Langiophytales Doweld, 2001
- † Lyonophytales Doweld, 2001

Le nom Horneophytales Novák, 1961 (genre type : Horneophyton Bargh. & Darrah, 1938) est placé en synonyme de Langiophytales (genre type : Langiophyton W. Remy & Hass, 1991) afin de baser la nomenclature sur des noms génériques décrits à partir de tiges de gamétophytes (comme cela est accepté dans la systématique moderne des Bryophytes et des Marchantiophytes) plutôt que sur le nom générique Horneophyton qui a été décrit à partir d'un sporophyte.